# بريستون جونز
بريستون جونز (بالإنجليزية: Preston Jones)‏ هو ممثل أمريكي، ولد في 21 أغسطس 1983 في الولايات المتحدة.

## وصلات خارجية
- بريستون جونز على موقع IMDb (الإنجليزية)
- بريستون جونز على موقع قاعدة بيانات الفيلم (الإنجليزية)